# Box of Fire
A Box of Fire az amerikai Aerosmith együttes ötödik válogatásalbuma, amelyet 1994 november 22-én adott ki a Columbia. A box-szett formátumú kiadvány összesen 13 CD-t foglal magában. Az első 12 korong az addig megjelent, Columbia Records által kiadott Aerosmith albumokat tartalmazza, míg a 13. CD egy 20 perces bónuszlemez. Ezen kiadatlan felvételek, egy remix, és egyes dalok instrumentális változata szerepel. A kiadvány 1995 januárjában aranylemez lett az Egyesült Államokban.

## Számlista

### Aerosmith(CD 1)
|    | Cím               | Szerző(k)             | Hossz |
| -- | ----------------- | --------------------- | ----- |
| 1. | Make It           | Steven Tyler          | 3:38  |
| 2. | Somebody          | Tyler, Steven Emspack | 3:45  |
| 3. | Dream On          | Tyler                 | 4:27  |
| 4. | One Way Street    | Tyler                 | 7:00  |
| 5. | Mama Kin          | Tyler                 | 4:27  |
| 6. | Write Me A Letter | Tyler                 | 4:10  |
| 7. | Movin' Out        | Tyler, Joe Perry      | 5:02  |
| 8. | Walking the Dog   | Rufus Thomas          | 3:12  |

### Get Your Wings(CD 2)
|    | Cím                     | Szerző(k)                            | Hossz |
| -- | ----------------------- | ------------------------------------ | ----- |
| 1. | Same Old Song and Dance | Tyler, Perry                         | 3:53  |
| 2. | Lord of the Thighs      | Tyler                                | 4:14  |
| 3. | Spaced                  | Tyler, Perry                         | 4:22  |
| 4. | Woman of the World      | Tyler, Don Solomon                   | 5:48  |
| 5. | S.O.S. (Too Bad)        | Tyler                                | 2:51  |
| 6. | Train Kept A-Rollin'    | Tiny Bradshaw, Howard Kay, Lois Mann | 5:33  |
| 7. | Seasons of Wither       | Tyler                                | 5:39  |
| 8. | Pandora's Box           | Tyler, Joey Kramer                   | 5:44  |

### Toys in the Attic(CD 3)
|    | Cím                 | Szerző(k)            | Hossz |
| -- | ------------------- | -------------------- | ----- |
| 1. | Toys in the Attic   | Tyler, Perry         | 3:05  |
| 2. | Uncle Salty         | Tyler, Tom Hamilton  | 4:10  |
| 3. | Adam's Apple        | Tyler                | 4:34  |
| 4. | Walk This Way       | Tyler, Perry         | 3:40  |
| 5. | Big Ten Inch Record | Fred Weismantel      | 2:16  |
| 6. | Sweet Emotion       | Tyler, Hamilton      | 4:34  |
| 7. | No More No More     | Tyler, Perry         | 4:34  |
| 8. | Round and Round     | Tyler, Brad Whitford | 5:03  |
| 9. | You See Me Crying   | Tyler, Don Solomon   | 5:12  |

### Rocks(CD 4)
|    | Cím                | Szerző(k)       | Hossz |
| -- | ------------------ | --------------- | ----- |
| 1. | Back in the Saddle | Tyler, Perry    | 4:39  |
| 2. | Last Child         | Tyler, Whitford | 3:27  |
| 3. | Rats in the Cellar | Tyler, Perry    | 4:06  |
| 4. | Combination        | Perry           | 3:39  |
| 5. | Sick as a Dog      | Tyler, Hamilton | 4:12  |
| 6. | Nobody's Fault     | Tyler, Whitford | 4:25  |
| 7. | Get the Lead Out   | Tyler, Perry    | 3:42  |
| 8. | Lick and a Promise | Tyler, Perry    | 3:05  |
| 9. | Home Tonight       | Tyler           | 3:16  |

### Draw the Line(CD 5)
|    | Cím                 | Szerző(k)                                  | Hossz |
| -- | ------------------- | ------------------------------------------ | ----- |
| 1. | Draw the Line       | Tyler, Perry                               | 3:23  |
| 2. | I Wanna Know Why    | Tyler, Perry                               | 3:09  |
| 3. | Critical Mass       | Tyler, Hamilton, Jack Douglas              | 4:53  |
| 4. | Get It Up           | Tyler, Perry                               | 4:02  |
| 5. | Bright Light Fright | Perry                                      | 2:19  |
| 6. | Kings and Queens    | Tyler, Whitford, Hamilton, Kramer, Douglas | 4:55  |
| 7. | The Hand That Feeds | Tyler, Whitford, Hamilton, Kramer, Douglas | 4:23  |
| 8. | Sight for Sore Eyes | Tyler, Perry, Douglas, David Johansen      | 3:56  |
| 9. | Milk Cow Blues      | Kokomo Arnold                              | 4:14  |

### Live! Bootleg(CD 6)
|     | Cím | Szerző(k)                                                                              | Hossz |
| --- | --- | -------------------------------------------------------------------------------------- | ----- |
| 1.  | Back in the Saddle (Indianapolis, 1977. július 4.) | Tyler, Perry                                                                           | 4:25  |
| 2.  | Sweet Emotion (Columbus, 1978. március 24.) | Tyler, Hamilton                                                                        | 4:42  |
| 3.  | Lord of the Thighs (Chicago, 1978. március 23.) | Tyler                                                                                  | 7:18  |
| 4.  | Toys in the Attic (Boston, 1978. március 28.) | Tyler, Perry                                                                           | 3:45  |
| 5.  | Last Child (The Paradise Club, Boston, 1978. augusztus 9.)                                                                                                   | Tyler, Whitford                                                                        | 3:14  |
| 6.  | Come Together (The Wherehouse, Waltham, 1978. augusztus 21.)                                                                                                 | John Lennon, Paul McCartney                                                            | 4:51  |
| 7.  | Walk This Way (Detroit, 1978. április 2.) | Tyler, Perry                                                                           | 3:46  |
| 8.  | Sick as a Dog (Indianapolis, 1977. július 4.) | Tyler, Hamilton                                                                        | 4:42  |
| 9.  | Dream On (Louisville, 1977. július 3.) | Tyler                                                                                  | 4:31  |
| 10. | Chip Away the Stone (The Santa Monica Civic Auditorium, Santa Monica, 1978. április 8.)                                                                      | Richard Supa                                                                           | 4:12  |
| 11. | Sight for Sore Eyes (Columbus, 1978. március 24.) | Tyler, Perry, Douglas, Johansen                                                        | 3:18  |
| 12. | Mama Kin (Indianapolis, 1977. július 4.) | Tyler                                                                                  | 3:43  |
| 13. | S.O.S. (Too Bad) (Indianapolis, 1977. július 4.) | Tyler                                                                                  | 2:46  |
| 14. | I Ain't Got You (Paul's Mall, Boston, 1973. április 23., WBCN-FM rádió számára)                                                                              | Calvin Carter                                                                          | 3:57  |
| 15. | Mother Popcorn/Draw the Line (Paul's Mall, Boston, 1973. április 23., WBCN-FM rádió számára/Tower Theater, Upper Darby, Philadelphia, PA, 1978. március 26.) | James Brown, Pee Wee Ellis / Tyler, Perry                                              | 11:35 |
| 16. | Train Kept A-Rollin/Strangers in the Night (Detroit, 1978 április)                                                                                           | Tiny Bradshaw, Howard Kay, Lois Mann / Bert Kaempfert, Charlie Singleton, Eddie Snyder | 4:51  |

### Night in the Ruts(CD 7)
|    | Cím                                        | Szerző(k)                                | Hossz |
| -- | ------------------------------------------ | ---------------------------------------- | ----- |
| 1. | No Surprize                                | Tyler, Perry                             | 4:25  |
| 2. | Chiquita                                   | Tyler, Perry                             | 4:24  |
| 3. | Remember (Walking in the Sand)             | Shadow Morton                            | 4:05  |
| 4. | Cheese Cake                                | Tyler, Perry                             | 4:15  |
| 5. | Three Mile Smile                           | Tyler, Perry                             | 3:42  |
| 6. | Reefer Head Woman                          | Joe Bennett, Jazz Gillum, Lester Melrose | 4:02  |
| 7. | Bone to Bone (Coney Island White Fish Boy) | Tyler, Perry                             | 2:59  |
| 8. | Think About It                             | Keith Relf, Jimmy Page, Jim McCarty      | 3:35  |
| 9. | Mia                                        | Tyler                                    | 4:14  |

### Greatest Hits(CD 8)
|     | Cím                            | Szerző(k)                                  | Hossz |
| --- | ------------------------------ | ------------------------------------------ | ----- |
| 1.  | Dream On                       | Tyler                                      | 4:28  |
| 2.  | Same Old Song and Dance        | Tyler, Perry                               | 3:01  |
| 3.  | Sweet Emotion                  | Tyler, Hamilton                            | 3:12  |
| 4.  | Walk This Way                  | Tyler, Perry                               | 3:31  |
| 5.  | Last Child                     | Tyler, Whitford                            | 3:27  |
| 6.  | Back in the Saddle             | Tyler, Perry                               | 4:38  |
| 7.  | Draw the Line                  | Tyler, Perry                               | 3:21  |
| 8.  | Kings and Queens               | Tyler, Hamilton, Kramer, Whitford, Douglas | 3:48  |
| 9.  | Come Together                  | Lennon, McCartney                          | 3:45  |
| 10. | Remember (Walking in the Sand) | Morton                                     | 4:05  |

### Rock in a Hard Place(CD 9)
|     | Cím                                 | Szerző(k)              | Hossz |
| --- | ----------------------------------- | ---------------------- | ----- |
| 1.  | Jailbait                            | Tyler, Jimmy Crespo    | 4:38  |
| 2.  | Lightning Strikes                   | Supa                   | 4:26  |
| 3.  | Bitch's Brew                        | Tyler, Crespo          | 4:14  |
| 4.  | Bolivian Ragamuffin                 | Tyler, Crespo          | 3:32  |
| 5.  | Cry Me a River                      | Arthur Hamilton        | 4:06  |
| 6.  | Prelude to Joanie                   | Tyler                  | 1:21  |
| 7.  | Joanie's Butterfly                  | Tyler, Crespo, Douglas | 5:35  |
| 8.  | Rock in a Hard Place (Cheshire Cat) | Tyler, Crespo, Douglas | 4:46  |
| 9.  | Jig Is Up                           | Tyler, Crespo          | 3:10  |
| 10. | Push Comes to Shove                 | Tyler                  | 4:28  |

### Classics Live!(CD 10)
|    | Cím                                  | Szerző(k)                                  | Hossz |
| -- | ------------------------------------ | ------------------------------------------ | ----- |
| 1. | Train Kept A-Rollin                  | Bradshaw, Mann, Kay                        | 3:20  |
| 2. | Kings and Queens                     | Tyler, Whitford, Hamilton, Kramer, Douglas | 4:46  |
| 3. | Sweet Emotion                        | Tyler, Hamilton                            | 5:14  |
| 4. | Dream On                             | Tyler                                      | 4:50  |
| 5. | Mama Kin                             | Tyler                                      | 3:41  |
| 6. | Three Mile Smile / Reefer Head Woman | Tyler, Perry / Melrose, Bennett, Gillum    | 4:54  |
| 7. | Lord of the Thighs                   | Tyler                                      | 7:05  |
| 8. | Major Barbara                        | Tyler                                      | 4:03  |

### Classics Live! II(CD 11)
|    | Cím                          | Szerző(k)       | Hossz |
| -- | ---------------------------- | --------------- | ----- |
| 1. | Back in the Saddle           | Tyler, Perry    | 4:38  |
| 2. | Walk This Way                | Tyler, Perry    | 4:22  |
| 3. | Movin' Out                   | Tyler, Perry    | 5:44  |
| 4. | Draw The Line                | Tyler, Perry    | 4:47  |
| 5. | Same Old Song and Dance      | Tyler, Perry    | 5:45  |
| 6. | Last Child                   | Tyler, Whitford | 3:43  |
| 7. | Let the Music Do the Talking | Perry           | 5:44  |
| 8. | Toys in the Attic            | Tyler, Perry    | 4:04  |

### Gems(CD 12)
|     | Cím                 | Szerző(k)                | Hossz |
| --- | ------------------- | ------------------------ | ----- |
| 1.  | Rats in the Cellar  | Tyler, Perry             | 4:06  |
| 2.  | Lick and a Promise  | Tyler, Perry             | 3:05  |
| 3.  | Chip Away the Stone | Supa                     | 4:01  |
| 4.  | No Surprize         | Tyler, Perry             | 4:26  |
| 5.  | Mama Kin            | Tyler                    | 4:27  |
| 6.  | Adam's Apple        | Tyler                    | 4:34  |
| 7.  | Nobody's Fault      | Tyler, Whitford          | 4:18  |
| 8.  | Round and Round     | Tyler, Whitford          | 5:03  |
| 9.  | Critical Mass       | Tyler, Hamilton, Douglas | 4:52  |
| 10. | Lord of the Thighs  | Tyler                    | 4:14  |
| 11. | Jailbait            | Tyler, Crespo            | 4:39  |
| 12. | Train Kept A-Rollin | Bradshaw, Kay, Mann      | 5:41  |

### Box of Fire bónusz lemez (CD 13)
|    | Cím                                                            | Szerző(k)                  | Hossz |
| -- | -------------------------------------------------------------- | -------------------------- | ----- |
| 1. | Sweet Emotion (1991)                                           | Tyler, Hamilton            | 4:33  |
| 2. | Rockin' Pneumonia and the Boogie Woogie Flu                    | Huey "Piano" Smith         | 2:54  |
| 3. | Subway                                                         | Whitford, Hamilton, Kramer | 3:29  |
| 4. | Circle Jerk                                                    | Whitford                   | 3:40  |
| 5. | Dream On (MTV 10. születésnapján rögzített felvétel 1991-ből.) | Tyler                      | 5:44  |

## Értékesítések
| Ország     | Eladási minősítés | Dátum            |
| ---------- | ----------------- | ---------------- |
| RIAA - USA | Aranylemez        | 1995. január 19. |